# José Escobar
José Escobar (ur. 21 sierpnia 1991) – ekwadorski lekkoatleta specjalizujący się w rzucie oszczepem.
Nie udało mu się wywalczyć awansu do finału podczas rozegranych latem 2010 w Moncton mistrzostw świata juniorów. Dziesiąty zawodnik mistrzostw Ameryki Południowej z 2011.
Wielokrotny rekordzista kraju. Złoty medalista ekwadorskich igrzysk narodowych oraz mistrzostw kraju w różnych kategoriach wiekowych.
Rekord życiowy: 74,68 (15 marca 2015, Cuenca) – rezultat ten jest aktualnym rekordem Ekwadoru.

## Osiągnięcia
| Rok  | Impreza                                     | Miejsce             | Lokata            | Wynik |
| ---- | ------------------------------------------- | ------------------- | ----------------- | ----- |
| 2010 | Mistrzostwa świata juniorów                 | Moncton             | el. – 23. miejsce | 61,72 |
| 2011 | Mistrzostwa Ameryki Południowej             | Buenos Aires        | 10. miejsce       | 61,76 |
| 2012 | Mistrzostwa ibero-amerykańskie              | Barquisimeto        | 7. miejsce        | 69,38 |
| 2012 | Młodzieżowe mistrzostwa Ameryki Południowej | São Paulo           | 5. miejsce        | 67,62 |
| 2013 | Mistrzostwa Ameryki Południowej             | Cartagena de Indias | 9. miejsce        | 60,78 |
| 2015 | Mistrzostwa Ameryki Południowej             | Lima                | 7. miejsce        | 66,77 |
| 2017 | Mistrzostwa Ameryki Południowej             | Asunción            | 6. miejsce        | 65,62 |